# Os Herdeiros (telessérie)
Os Herdeiros ou A Herança (Arvingerne/The Legacy) é um drama moderno de televisão produzido pela DR. Criada por Maya Ilsøe, a série foi ao ar pelo canal de televisão Dinamarquês DR1, em 1 de janeiro de 2014. Um drama familiar onde a morte da matriarca faz revelar segredos há muito tempo escondidos, causando uma longa batalha pela herança. Em Portugal foi emitida pelo canal de televisão RTP2.

## 1ª temporada
A temporada começa na antiga mansão Grønnegaard, onde a artista de grande prestígio internacional, Veronika Grønnegaard, reabre o passado familiar revelando sua filha, Signe Larsen, entregue para adoção e até então desconhecida, quando a transforma em única herdeira da mansão em que morava, antes da sua morte.

## Elenco
| Personagens              | 1° temporada (2014)    | 2° temporada (2015)    | 3° temporada (2017)    |
| ------------------------ | ---------------------- | ---------------------- | ---------------------- |
| Gro Grønnegaard          | Trine Dyrholm          | Trine Dyrholm          | Trine Dyrholm          |
| Frederik Grønnegaard     | Carsten Bjørnlund      | Carsten Bjørnlund      | Carsten Bjørnlund      |
| Emil Grønnegaard         | Mikkel Følsgaard       | Mikkel Følsgaard       | Mikkel Følsgaard       |
| Signe Larsen             | Marie Bach Hansen      | Marie Bach Hansen      | Marie Bach Hansen      |
| Veronika Grønnegaard     | Kirsten Olesen         |                        |                        |
| Thomas Konrad            | Jesper Christensen     | Jesper Christensen     |                        |
| Lone Ramsbøll            | Kirsten Lehfeldt       | Kirsten Lehfeldt       | Kirsten Lehfeldt       |
| Solveig Riis Grønnegaard | Lene Maria Christensen | Lene Maria Christensen | Lene Maria Christensen |
| Robert Eliassen          | Trond Espen Seim       | Trond Espen Seim       | Trond Espen Seim       |
| John Larsen              | Jens Jørn Spottag      | Jens Jørn Spottag      | Jens Jørn Spottag      |
| Lise Larsen              | Annette Katzmann       | Annette Katzmann       | Annette Katzmann       |
| Hannah Grønnegaard       | Karla Løkke            | Karla Løkke            | Karla Løkke            |
| Villads Grønnegaard      | Peter Hesse Overgaard  | Peter Hesse Overgaard  | Peter Hesse Overgaard  |
| Melody                   |                        | Naya Beck              | Smilla Hougaard        |